# Anna Popplewell
Anna Katherine Popplewell (født 16. december 1988) er en engelsk skuespiller. Hun er bedst kendt for sin rolle som Susan Pevensie i Legenden om Narnia-filmene.

## Privatliv
Anna Popplewell er den ældste af tre børn og datter af Andrew Popplewell og dr. Debra Lomas. Hun gik på North London Collegiate School, hvorfra hun tog sin eksamen i 2007. Herefter har hun studeret engelsk ved Magdalen College i Oxford. Hun bor på Highbury i Nordlondon.

## Karriere
Popplewell begyndte at spille skuespil allerede i en alder af seks år, og hun tog timer på Allsorts Drama School i Storbritannien. Hun begyndte med professionelt skuespil i tv-produktionen Frenchman's Creek i 1998, og hun fik sin spillefilmsdebut med filmen Mansfield Park i 1999. Hun har siden optrådt i biroller i film som The Little Vampire (2000) og Pige med perleørering (2003). Hendes første hovedrolle var som Susan Pevensie i filmen Narnia: Løven, heksen og garderobeskabet (2005). Hun spillede samme rolle i opfølgeren Narnia: Prins Caspian, hvor hun spillede sammen med William Moseley, Skandar Keynes, Georgie Henley og Ben Barnes. Filmen havde premiere i Danmark 2. juli 2008.
Anna Popplewell har musefobi, hvilket betød en stor udfordring i musescenen i Narnia: Løven, heksen og garderobeskabet. Hun krævede stand-in for denne scene.
Fra 2013-2017 har hun været aktiv i den amerikanske tv-serie "Reign" i rollen som Lady Lola.

## Filmografi
| År   | Film                                     | Rolle          |
| ---- | ---------------------------------------- | -------------- |
| 2010 | Narnia: Morgenvandrerens rejse           | Susan Pevensie |
| 2008 | Narnia: Prins Caspian                    | Susan Pevensie |
| 2005 | Narnia: Løven, heksen og garderobeskabet | Susan Pevensie |
| 2003 | Pige med perleørering                    | Maetge         |
| 2002 | Thunderpants                             | Denise Smash   |
| 2002 | Me Without You                           | Unge Marina    |
| 2000 | The Little Vampire                       | Anna           |
| 1999 | Mansfield Park                           | Betsey         |

## Priser og nomineringer
- 2006: Character and Morality in Entertainment Awards til Susan Pevensie i Narnia: Løven, heksen og garderobeskabet. (Vundet)
- 2006: Best Movie Choice Actress pris fra Teen Choice Awards. (Nomineret)
- 2006: Best Ensemble Acting for Narnia: Løven, heksen og garderobeskabet fra Camie Awards (Vundet)
- 2008. Best Film Star på Nickelodeon UK Kids Choice Awards (Nomineret)